# Herman Krebbers
Herman Krebbers est un violoniste et pédagogue néerlandais né le 18 juin 1923 à Hengelo et mort le 2 mai 2018.

## Biographie
Herman Albertus Krebbers naît le 18 juin 1923 à Hengelo,,.
Il étudie au Muzieklyceum d'Amsterdam avec Oskar Back et fait ses débuts en soliste dès l'âge de neuf ans,.
Il est premier violon solo de l'Orchestre de la Résidence de La Haye de 1950 à 1962 puis occupe ce même poste à l'Orchestre du Concertgebouw d'Amsterdam entre 1962 et 1980, tout en menant une carrière internationale de concertiste, faisant notamment plusieurs tournées en Europe et aux États-Unis et enregistrant plusieurs grands concertos du répertoire,.
Krebbers reçoit un disque d'or pour son interprétation des concertos pour violon de Beethoven, Mozart et Brahms avec l'Orchestre royal du Concertgebouw, ainsi que le prix Edison pour son interprétation de deux concertos pour violon de Haydn. Au disque, il a aussi enregistré des pages pour violon de Paganini, Dvořák, Viotti, Bruch, Vieuxtemps, Bach, Vivaldi, Saint-Saëns et Ravel. C'est également lui qui joue le solo de violon de Schéhérazade de Rimski-Korsakov dans une version de référence, avec l'Orchestre du Concertgebouw placé sous la direction de Kirill Kondrachine, en 1979,. Un coffret Decca Eloquence paru en 2023, Herman Krebbers Edition, témoigne de cette riche activité discographique.
Comme chambriste, il est le fondateur en 1963 du Guarneri Trio, avec la pianiste Danièle Dechenne et le violoncelliste Jean Decroos, et se produit en duo avec le violoniste Theo Olof,.
Victime d'un accident domestique en 1979, Herman Krebbers démissione de son poste à l'orchestre d'Amsterdam afin de se consacrer plus spécifiquement à l'enseignement,.
Comme pédagogue, il enseigne le violon au Conservatoire d'Amsterdam, où il perpétue la tradition héritée de son maître Back,. Il est également professeur à la Musikhochschule de Düsseldorf. Au nombre de ses élèves figurent notamment André Rieu, Frank Peter Zimmermann et Szymon Krzeszowiec,. Il donne des classes de maître au Japon, au Canada, en France, en Espagne, en Afrique du Sud, en Angleterre, en Belgique, en Allemagne, en Italie et aux Pays-Bas.
Herman Krebbers meurt le 2 mai 2018.
Il jouait un violon Guarnerius del Gesù de 1741 et était officier de l'Ordre d'Orange-Nassau,.